# 7638 Gladman
A 7638 Gladman (ideiglenes jelöléssel 1984 UX) a Naprendszer kisbolygóövében található aszteroida. Edward L. G. Bowell fedezte fel 1984. október 26-án.